# Tweed
A Tweed-folyó (angolul: River Tweed) folyó az Egyesült Királyságban. Skócia területén ered; Brigham és Carham magasságától a történelmi skót–angol határt képezi. Tweedsmuir közelében ered, és Berwick-upon-Tweednél torkollik az Északi-tengerbe. A partján fekszik Melrose település is.

## Fordítás
- Ez a szócikk részben vagy egészben a River Tweed című angol Wikipédia-szócikk ezen változatának fordításán alapul.  Az eredeti cikk szerkesztőit annak laptörténete sorolja fel. Ez a jelzés csupán a megfogalmazás eredetét és a szerzői jogokat jelzi, nem szolgál a cikkben szereplő információk forrásmegjelöléseként.